# Symfonie nr. 5 (Kilar)
Symfonie nr. 5 is een symfonie van Wojciech Kilar.
Kilar voltooide zijn Symfonie nr. 5, de Adventsymfonie, in 2007. Het was zijn laatste werk binnen het genre symfonie.
Kilar schreef het werk voor de dirigentenwedstrijd vernoemd naar Grzegorz Fitelberg, die in 2007 in Katowice, Polen werd gehouden.  De componist kwam met een symfonie bestaande uit vier delen (de klassieke indeling), waarbij een snel virtuoos deel ontbreekt. Kilar greep bij zijn inspiratie terug op het gebied waarin Katowice ligt, Silezië.
De vier delen zijn:
- Larghetto meditativo
- Largo religiosmante
- Andante solennemente
- Largo, supplichevolment

Het Andante (rustig gaand) is daarbij het (relatief) snelste deel. 
De middendelen zijn daarbij instrumentaal, de buitendelen schrijven ook een gemengd koor voor. Deel 1 grijpt daarbij terug op liturgische melodieën gebruikt tijdens de Advent. De symfonie begint met de strijkersectie met een accent in de pianopartij, die hier vierhandig bespeeld moet worden. Alles moet gedempt gespeeld worden, piano met linker pedaal (tutti sempre mezzo piano, misterioso, molto tranquillo). Het koor valt in maar 21 in met Veni. Deel 2 gebruikt de Silezische muziek van Jezu, Jezu do mnie przyjdz (Jezus, Jezus, kom tot me). In deel 3 citeert Kilar muzikaal uit een Duits Adventslied Herr, send herab uns deinen Sohn (Heer, zend ons uw zoon), dat al in 1608 in drukvorm verscheen in Andernach Gesangbuch. In het slotdeel schreef de componist teksten voor uit de Openbaring van Johannes en het Amen. De muziek van Kilar schuurt hier en daar door zijn veelvuldige herhalingen aan tegen minimal music, hij vond zelf de aanduiding "minimal" daarin niet juist; hij vond het maximale muziek. 
Het was aan dirigent Mirosław Jacek Błaszczyk en het Philharmonisch Koor en Orkest de première te verzorgen. 
Orkestratie:
- gemengd koor
- 3 dwarsfluiten, 3 hobo’s, 3 klarinetten, 3 fagotten
- 4 hoorns, 3 trompetten, 3 trombones, 2 tuba
- pauken en percussie, piano (af en toe vierhandig)
- 12 eerste violen, 12 tweede violen, 12 altviolen, 8 celli, 6 contrabassen